# Benzdorp

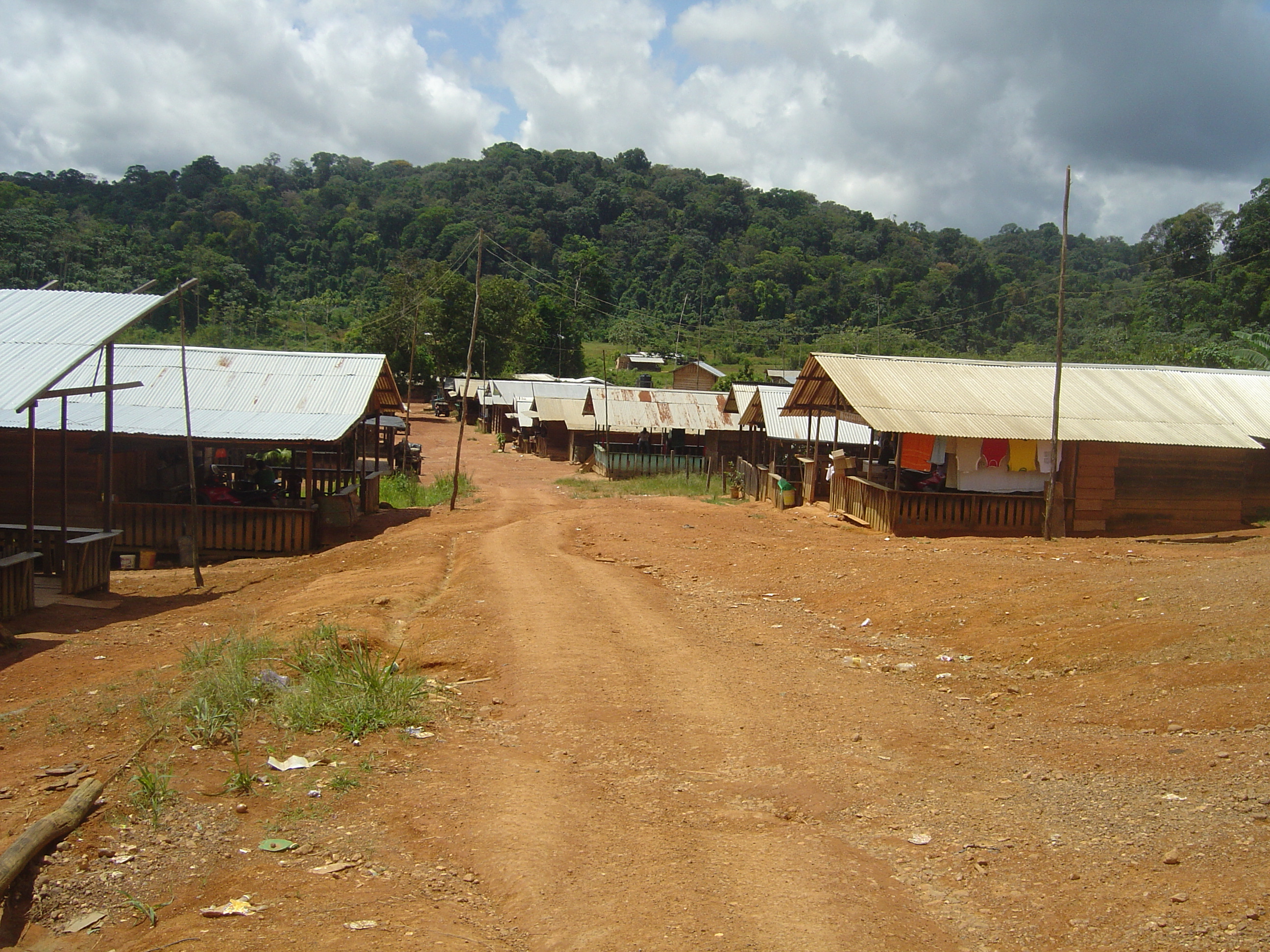
Benzdorp

Benzdorp é uma cidade do Suriname, localizada no distrito de Sipaliwini, a 105 metros acima do nível do mar.
Benzdorp é uma vila no Distrito de Sipaliwini de Suriname. É nomeado após o cônsul inglês e negociante de barras H.J.W. Benz.

## Geografia
A aldeia fica na selva do Tapanahony resort, perto do Rio Lawa que faz fronteira com a Guiana Francesa, uma região ultramarina e mais ao norte , em Marowijne. Perto de Benzdorp estão as corredeiras de Oemankrassiabra.
A jusante (ao norte) fica a cidade de Cottica e a montante é Anapaike. A sudeste, do outro lado do rio Lawa, está a localidade da Guiana Francesa Maripasoula.

## Marco notável
A sudoeste da vila fica Fatu Switie, um cume de montanha com uma altitude de cerca de 375 metros.

## História
Por volta de 1885, foi encontrado ouro nesta área entre os rios Lawa e Tapanahony, mas como havia uma fronteira disputada entre a colônia holandesa e francesa, o caso foi submetido ao czar russo Alexander III que em maio 1891 concedeu a área ao Suriname. Em 1902, o então governador Cornelis Lely no Suriname decidiu que a Lawa Railway seria construída pelo governo. A linha férrea transportaria ouro da área de Lawa para Paramaribo. A linha férrea 350-kilometre (220 mi) proposta foi apenas metade concluída de Paramaribo devido a descobertas de ouro decepcionantes.
Por volta de 1974, a população da vila diminuiu para cerca de 10 habitantes. Mais recentemente, os garimpeiros voltaram à vila, incluindo um número relativamente grande de garimpeiros (garimpeiros brasileiros), e tornou-se uma área de extração de ouro desde o início dos anos 1990. Os garimpeiros e gowtuman (garimpeiros do Suriname) se mudaram para o interior, fundando uma nova aldeia chamada Benzdorp, embora esteja a quilômetros de distância da aldeia original Benz fundada nas margens do rio Lawa (que é agora chamado de "o desembarque"). Estima-se que 600 pessoas vivam na vila contemporânea de Benz, dos quais dois terços vêm do Brasil e os demais são maroons.
Benzdorp é originalmente uma aldeia Aluku (ou Aloekoe ou Boni); ambas as margens (mas especialmente as francesas) do Lawa nesta altura foram habitadas pelos Maroons Aluku por centenas de anos. Essas pessoas têm sido ativas como garimpeiros nesta parte de seu habitat. O governo do Suriname tem os direitos de mineração de ouro na vila de Benz e arredores e emitiu uma concessão para Grassalco, que fornece contratos para os garimpeiros (brasileiros, surinameses e franceses) por uma taxa mensal.

## Desastres notáveis 
Em maio de 2006, a aldeia foi inundada quando a água do Lawa ultrapassou as margens como resultado de fortes chuvas, onde também muitas outras aldeias surinameses sofreram.
Em 3 de abril de 2008, um avião operado pela Blue Wing Airlines caiu ao pousar no Lawa Antino Airport perto de Benzdorp em que 19 pessoas foram mortas. O aeroporto Lawa Antino é 10 kilometres (6 mi) oeste de Benzdorp.
Em 17 de maio de 2013, um helicóptero particular da Guiana Francesa, encarregado de transportar ouro durante um voo não registrado no interior do Suriname, caiu perto do assentamento de mineração de ouro de Benzdorp de Boewese, na concessão de  Recursos NaNa. O piloto se machucou com uma fratura na perna e foi transferido para tratamento para Maripasoula na Guiana Francesa.